# Heinrich Moritz Gottlieb Grellmann
Heinrich Moritz Gottlieb Grellmann (* 7. Dezember 1756 in Jena; † 13. Oktober 1804 in Moskau) war ein deutscher Statistiker und Kulturhistoriker.

## Leben
Grellmann besuchte in Weimar das Gymnasium und studierte anschließend von 1776 bis 1781 in Jena, dann in Göttingen. Schon in Jena scheint er den akademischen Grad eines Magister erhalten zu haben; er hielt wenigstens dort in der Aula der Universität eine Rede, die er später unter dem Titel De prudentia qua negotium Augustanae confessionis peregerant confessores. Oratia solemnis (Jena 1780) drucken ließ.
Grellmann veröffentlichte 1783 in Göttingen das als erstes wissenschaftliches Werk der Tsiganologie geltende Buch Die Zigeuner, ein historischer Versuch über die Lebensart und Verfassung, Sitten und Schicksale dieses Volkes in Europa, nebst ihrem Ursprunge, von dem in Deutschland bereits 1787 eine zweite Auflage erschien. Der Autor versuchte darin, u. a. auf sprachvergleichendem Weg Resultate für historische Verhältnisse zu gewinnen. Als Ergebnis seiner Untersuchungen behauptete Grellmann die Abstammung der „Zigeuner“ aus Indien. Auch im Ausland machte das Werk Aufsehen; schon 1785 wurde es ins Englische und 1787 ins Französische übersetzt. Die französische Ausgabe Histoire des Bohémiens (Paris 1810) fand weite Verbreitung. Das Werk gilt heute als Eckpfeiler eines rassistischen Antiziganismus.
1787 wurde Grellmann zum außerordentlichen und 1794 zum ordentlichen Professor der philosophischen Fakultät in Göttingen ernannt. Zum Gebrauch bei seinen Vorlesungen bearbeitete er einen Grundriss der Staatskunde Deutschlands, den er 1790 herausgab. Das Gebiet der Statistik, daneben das der Kulturgeschichte, besonders der kirchlichen, blieb jetzt sein Lieblingsfach, wie seine nun herausgegebenen größeren Schriften zeigen. Kleinere Abhandlungen veröffentlichte er teils in Schlözers Staatsanzeigen (z. B. 1784 über den Ilmenauer Bergbau; 1785 Geschichte der Pfarrgebühren; ferner Doktor Luthers Testament), teils im Teutschen Merkur und im Göttingschen Taschenkalender. 1804 wurde er als kaiserlich-russischer Hofrat und Professor der Statistik an die Universität Moskau gerufen, wo er am 13. Oktober desselben Jahres verstarb.

## Veröffentlichungen
- Die Zigeuner. Ein historischer Versuch über die Lebensart und Verfassung, Sitten und Schicksale dieses Volks in Europa, nebst ihrem Ursprunge. Dessau/Leipzig 1783 (Digitalisat).
  - Historischer Versuch über die Zigeuner. 2. Auflage. Göttingen 1787 (digitale-sammlungen.de).
  - französisch als Histoire des Bohémiens. Traduit par M. J. Paris 1810.
  - englisch 1810
- Kurze Geschichte der Stolgebühren. Göttingen 1785.
- Staats-Anzeigen von Italien. Zeitschrift, 3 Ausgaben erschienen. 1785–1786.
- Staatskunde von Teutschland im Grundrisse. I. Beschreibung des teutschen Reichs. Göttingen 1790.
- Gegenwärtiger Zustand des päpstlichen Staats, vorzüglich in Hinsicht seiner Justizpflege und Oekonomie. Helmstedt 1792.
- Statistische Aufklärungen über wichtige Theile und Gegenstände der österreichischen Monarchie. 3 Bände. Göttingen 1795, 1797 und 1802.
- Historisch-statistisches Handbuch von Teutschland und den vorzüglichsten von seinen besonderen Staaten. 2 Bände. 1807 und 1809.